# 알타이우는토끼
알타이우는토끼 또는 알타이피카(Ochotona alpina)는 우는토끼과에 속하는 토끼목 종의 하나이다. 카자흐스탄과 몽골, 러시아에서 발견된다. 고산우는토끼 또는 고산피카로도 불린다.

## 아종
4종의 아종이 알려져 있다.
- O. a. alpina Pallas, 1773
- O. a. changaica Ognev, 1940
- O. a. cinereofusca Schrenk, 1858
- O. a. sushkini Thomas, 1924